# Charles Léger
Pour les articles homonymes, voir Léger.
Charles Alfred Léger, né le 4 juillet 1880 à Versailles et mort le 14 avril 1948 à Meudon, est un publiciste, historien et critique d'art français, qui fut l'un des premiers biographes de Gustave Courbet.

## Biographie
Fils de Victor Léger et de Louise Stéphanie Gruard,, Charles Léger est connu pour avoir rédigé la première véritable monographie consacrée au peintre Gustave Courbet, étude qu'il entame dès 1910 avec la complicité de Théodore Duret, et qu'il poursuit sans relâche jusqu'en 1948. Amateur et critique d'art, Charles Léger cherche à faire connaître certaines célébrités franc-comtoises.
Le 15 juillet 1905, il épouse à Besançon Berthe Marie Poinsot, née le 10 décembre 1883 à Charenton (fille d'Henri P. et de Nelly Clara Faivre). Ensemble, ils auront deux enfants : Christiane, née en 1907, et Philippe Claude, mort au front pendant la Première Guerre mondiale. Au moment de son mariage en 1905, il est comptable et domicilié à Paris.
Il est également membre de la Société des amis de Meudon et Bellevue. Il est aussi membre correspondant de la Société d'émulation du Jura et de la Société d'émulation du Doubs, au moins entre 1912 et 1917.
En 1932, Paul Léautaud laisse ce portrait de lui : « Un peu gros, un peu vulgaire, un peu commis-voyageur, il est, je crois, plus ou moins placier en livres d'art et en gravures, - mais franc, simple, jovial, sans pose, fort amusant, mimant tout ce qu'il raconte, avec un physique d'acteur de vaudeville, ne se cachant pas, je crois même qu'il en est un peu trop fier, de n'être qu'un élève de l'école communale, en tout très sympathique ».
En mai 1941, en pleine Occupation, il organise et inaugure une exposition au musée d'Art et d'Histoire de Meudon consacré à Richard Wagner, pour célébrer le centenaire du Vaisseau fantôme (Der fliegende Holländer), et le séjour du compositeur dans la ville de Meudon. La presse s'en fait l'écho.
Le musée d'Art et d'Histoire de Meudon conserve un fonds documentaire, essentiellement constitué d'estampes, lui ayant appartenu. On y trouve aussi des caricatures et extraits de presse relatifs à Gustave Courbet pour la majorité. Il y a aussi items relatifs à la photographie, la peinture de femmes, des nus féminins. Donné au Musée d’Art et d’Histoire de Meudon en 1984, ce fonds conserve 121 objets.
Il ne doit pas être confondu avec l'acteur Charles Léger (1860-1941).

## Publications
- Au pays de Gustave Courbet, préface de Théodore Duret, Meudon, Chez l'auteur, 1910, 24 p.
- Le dernier portrait de Balzac. Balzac sur son lit de mort, lettre-préface de Jules Claretie, Paris, Boutet et Vérité 1912.
- Figures franc-comtoises : Ch. Thuriet, L. Sahler, A. Callet, E. Chapuis, E. Fourquet, F. Clerget, G. Max Claudet, L. Pergaud, L. Cathlin, Paris, Boutet, 1913.
- « Figures franc-comtoises, quelques contemporains : Ernest Chapuis », in: Les Gaudes, 1er avril 1913, p. 1417-1418.
- Émile Fourquet magistrat et écrivain, Besançon, Cariage, 1913.
- « Auguste Lançon, peintre-graveur : 1836-1885 », in: Gazette des beaux-arts, 1920 (déc.), p. 385-400.
- Courbet selon les caricatures et les images, préface de Théodore Duret, 190 reproductions en couleurs et en noir, Paris, Paul Rosenberg, 1920.
- Courbet, coll. « Maîtres anciens et modernes », préface de Gustave Geffroy, Paris, Nilsson, 1925.
- À la recherche de Balzac, Paris, Le Goupy, 1927.
- Courbet, Paris, Éditions G. Crès et Cie, 1929 ; réédition chez Braun, 1934.
- Claude Monet, Paris, G. Crès et Cie, 1930.
- Antoine Bourdelle, Paris, G. Crès et Cie, 1930.
- Édouard Manet, Paris, G. Crès, 1931.
- Louis Pergaud (1882-1915), préface d'Antoine Bourdelle, Paris, Mercure de France, 1932.
- Captives de l'amour, Paris, Gaillandre, 1933.
- Madame Récamier, la reine Hortense et quelques autres, Paris, Mercure de France, 1941.
- Redouté et son temps, Paris, Éditions de la Galerie Charpentier, 1945.
- La Barbizonnière, Genève, René Julliard, 1946.
- Courbet et son temps. Lettres et documents inédits, Paris, Éditions universelles, 1948.